# Малая Весь
Ма́лая Весь — деревня в Пашском сельском поселении Волховского района Ленинградской области.

## История
Деревня Малые Нововеси упоминается на карте Санкт-Петербургской губернии Ф. Ф. Шуберта 1834 года.

НОВОВЕСЬ — деревня принадлежит полковнику Зотову, надворному советнику Земке, коллежскому советнику Корсакову и лейтенанту флота Мартьянову, число жителей по ревизии: 74 м. п., 63 ж. п. (1838 год)

Как деревня Малые Нововеси она отмечена на карте Ф. Ф. Шуберта 1844 года.

НОВОВЕСЬ КОРЕЛЬСКАЯ — деревня капитана Жадко-Базилевич, по просёлочной дороге, число дворов — 8, число душ — 15 м. п. (1856 год)

НОВОВЕСЬ (КОРЕЛЬСКАЯ) — деревня владельческая при реке Паше, число дворов — 7, число жителей: 28 м. п., 30 ж. п. (1862 год)

Согласно карте из «Исторического атласа Санкт-Петербургской Губернии» 1863 года деревня называлась Малые Нововеси.
Согласно епархиальным сведениям 1899 года деревня Новая Весь относилась к приходу церкви Рождества Христова Пашского погоста Новоладожского уезда в Надкопанье.
В конце XIX — начале XX века деревня административно относилась к Николаевщинской волости 3-го стана Новоладожского уезда Санкт-Петербургской губернии.
По данным «Памятной книжки Санкт-Петербургской губернии» за 1905 год деревня называлась Новая-Весь-Карельская и входила в состав Емского сельского общества.
С 1917 по 1923 год деревня Новая Малая Весь входила в состав Рыбежского сельсовета Николаевщинской волости Новоладожского уезда.
С 1923 года в составе Пашской волости Волховского уезда.
С 1926 года в составе Емского сельсовета.
С 1927 года в составе Пашского района.
С 1928 года в составе Николаевщинского сельсовета.
По данным 1933 года деревня называлась Малая Новая Весь и входила в состав Николаевщинского сельсовета Пашского района.

Деревня Малая Весь на карте 1940 года

С 1955 года в составе Новоладожского района.
С 1963 года в составе Волховского района.
По данным 1966 и 1973 годов деревня называлась Малая Весь и также входила в состав Николаевщинского сельсовета Волховского района.
По данным  1990 года деревня Малая Весь входила в состав Рыбежского сельсовета Волховского района.
В 1997 году в деревне Малая Весь Рыбежской волости проживали 11 человек, в 2002 году — 10 человек (все русские).
В 2007 году в деревне Малая Весь Пашского СП — 3 человека, в 2010 году — также 3 человека.

## География
Деревня расположена в северо-восточной части района близ автодороги 41К-021 (Паша — Часовенское — Кайвакса).
Расстояние до административного центра поселения — 15 км.
Расстояние до ближайшей железнодорожной станции Паша — 17 км.
Деревня находится на правом берегу реки Паша.

## Демография
| 1838 | 1862 | 1997 | 2002 | 2007 | 2010 | 2012 |
| ---- | ---- | ---- | ---- | ---- | ---- | ---- |
| 137  | ↘58  | ↘11  | ↘10  | ↘3   | →3   | ↗5   |
| 2017 |      |      |      |      |      |      |
| ↗15  |      |      |      |      |      |      |

### Национальный состав
Согласно данным Всероссийской переписи населения 2021 года в деревне проживали 7 человек, все русские.